# Пибор (река)
Пи́бор (англ. Pibor) — пограничная река в Восточной Африке, протекает по территории Южного Судана и Эфиопии. Сливается с рекой Баро, образуя реку Собат, которая впадает в Белый Нил. Бассейн реки Пибор имеет площадь 109000 км². Среднегодовой сток реки в устье составляет 98 м³/с. Длина реки составляет 320 км.
Река Пибор берёт начало от слияния рек Лотилла (англ. Lotilla River) и Канген (англ. Kangen River) у западной окраины южной части Эфиопского нагорья на высоте 409 метров над уровнем моря. От истока, расположенного восточнее одноименного города в южносуданской провинции Джонглей, до устья преобладающим направлением течения реки является север.
Верхнее течение и большая часть среднего течения реки Пибор расположено в восточной части Южного-Судана. От места впадения правого притока — реки Акобо до устья по руслу реки Пибор проходит граница между Южным Суданом и Эфиопией.
Граница по реке Пибор была проведена в 1899 году майорами Чарльзом Гвинном (англ. Charles W. Gwynn) и Остином (англ. H. H. Austin) из Корпуса королевских инженеров Британской армии и закреплена англо-эфиопским договором в 1902 году. Пибор сливается с Баро на высоте 394 м над уровнем моря и образует реку Собат.

## Притоки
- Акобо
- Гело
- Лотилла[англ.]
- Канген[англ.]